# Marina Severa

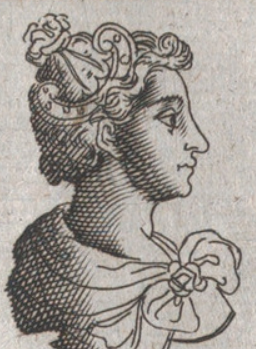
Severa, moglie di Valentiniano I

Marina Severa (fl. 359-370) fu la prima moglie dell'imperatore romano Valentiniano I e madre del successivo imperatore Graziano.

## Biografia
Il suo nome non è noto, ma è stato ricostruito dalle fonti: Socrate Scolastico la chiama "Severa", Giovanni Malala, il Chronicon paschale e Giovanni di Nikiu riportano il nome "Marina".
Marina Severa sposò Valentiniano I prima che quest'ultimo salisse al trono. Il loro figlio, Graziano, nacque nel 359 a Sirmio, in Pannonia. Valentiniano fu eletto imperatore nel 364. Egli divorziò dalla moglie attorno al 370, per sposare Giustina, vedova dell'usurpatore Magnenzio.
Secondo il racconto di Socrate Scolastico, Severa conobbe Giustina e ne divenne amica. Avendola vista nuda prendendo un bagno insieme, rimase colpita dalla bellezza dell'amica e la decantò al marito, il quale decise di sposarla. Secondo alcune ricostruzioni moderne, lo scopo di Valentiniano era quello di rinforzare le proprie pretese dinastiche (Giustina era probabilmente imparentata con Costantino I). Secondo i racconti di Giovanni Malala, del Chronicon paschale e di Giovanni di Nikiu, Valentinianò ripudiò la moglie per punirla di una ingiustizia di cui si era macchiata, rifiutandosi di pagare un campo che aveva acquistato alla cifra giusta; secondo gli storici moderni si tratta di una storia fabbricata per giustificare il divorzio di Valentiniano.
Quando Valentiniano morì nel 375, fu seppellito nella chiesa dei Santi Apostoli a Costantinopoli, accanto alla sua prima moglie.